# برنارد لوميس
برنارد لوميس (بالإنجليزية: Bernard Loomis)‏ هو شخصية أعمال وكاتب أمريكي، ولد في 4 يوليو 1923، وتوفي في 2 يونيو 2006.